# 윤재옥
윤재옥(尹在玉, 1961년 9월 10일~)은 대한민국의 경찰공무원 출신 정치인으로, 제19·20·21·22대 국회의원이다. 지역구는 달서구 을(월배권)이다. 경찰대학 졸업 후 경찰공무원으로 근무하였으며, 제19대 경북지방경찰청장과 제23대 경기지방경찰청장 등을 지냈다.
건강상의 이유로 달서구 을의 전임 이해봉이 2012년 총선 불출마를 선언하자 달서구 을에서 공천을 받았다. 2012년 총선에서 지역구 대구 달서구 을에서 처음 국회의원에 당선되었으며, 2016년, 2020년, 2024년 선거에서도 당선되어 4선을 기록했다. 2023년 4월에는 국민의힘 원내대표로 선출되었다.

## 생애
1961년 9월 10일 경상남도 합천군 덕곡면 포두리 북동마을에서 지역 지주 집안에서 태어났다. 대구 오성고등학교를 졸업하고 220:1의 경쟁률을 기록한 경찰대학 제1기에 수석으로 입학하고 수석으로 졸업하였다. 이후 경감, 1998년 총경, 2005년 경무관, 2006년 치안감, 2010년 치안정감에 오르며 경찰대학 출신으로는 처음으로 진급한 기록을 가지고 있다.
경기지방경찰청장으로 재임하던 중 경찰청장 임기 만료 직전에 물러난 강희락의 후임으로 경찰대학 출신으로는 첫 번째 치안총수 물망에 올랐으나, 조현오 당시 서울지방경찰청장이 경찰청장에 취임함에 따라 경찰대학 동기생인 이강덕 치안정감에게 경기경찰청장 자리를 물려 주고 퇴임하며 2010년 9월에 경찰계를 떠났다.
경찰계를 떠난 후 2012년 새누리당에 입당하며 정계에 입문했고, 제19대 국회의원 선거에서 대구광역시 달서구 을 지역구(월배권) 국회의원으로 당선되었다. 당선 후에는 하이패스 전용 나들목인 유천 나들목을 신설하고, 유천네거리에 상화로 지하도로 신설을 추진하며 월배권의 교통흐름 개선에 앞장섰다.
2023년 4월에는 주호영의 후임으로 국민의힘 원내대표로 선출됐다.

## 학력
- 1974년: 대구내당국민학교 졸업
- 1977년: 영남중학교 졸업
- 1980년: 오성고등학교 졸업
- 1981년: 경찰대학 수석 입학
- 1985년: 경찰대학(1기) 법학 학사, 수석 졸업
- 2004년: 연세대학교 행정대학원 경찰행정학 석사
- 2010년: 동국대학교 경찰행정학 박사과정 수료

## 경력
- 고령경찰서 서장
- 달서경찰서 서장
- 경찰청 외사관리관실
- 서울구로경찰서 서장
- 2005년 1월~2006년 2월: 대구지방경찰청 차장
- 2006년 1월~2006년 2월: 이택순 경찰청장 후보자 인사청문준비팀장
- 2006년 2월~2006년 12월: 경찰청 기획정보심의관
- 2006년 12월~2007년 7월: 중앙경찰학교장
- 2007년 7월~2008년 3월: 경찰청 생활안전국장
- 2008년 3월~2009년 3월: 경북지방경찰청 청장
- 2009년 3월~2010년 1월: 경찰청 정보국장
- 2010년 1월~2010년 9월: 경기지방경찰청 청장
- 2012년 4월 11일 대한민국 제19대 국회의원 선거 당선(대구 달서구 을, 새누리당, 초선)
- 2016년 4월 13일 대한민국 제20대 국회의원 선거 당선(대구 달서구 을, 새누리당, 재선)
- 2020년 4월 15일 대한민국 제21대 국회의원 선거 당선(대구 달서구 을, 미래통합당, 3선)
- 2024년 4월 10일 대한민국 제22대 국회의원 선거 당선(대구 달서구 을, 국민의힘, 4선)

### 의정 활동
- 2012년 5월 30일~2016년 5월 29일: 제19대 국회의원(대구 달서구 을, 새누리당, 초선)
  - 2012년 7월~2014년 5월: 제19대 국회 전반기 운영위원회 위원
  - 2013년 3월~2014년 5월: 제19대 국회 전반기 정보위원회 위원
  - 2013년 3월~2014년 5월: 제19대 국회 전반기 안전행정위원회 위원
  - 2014년 5월~2016년 5월: 제19대 국회 후반기 교육문화체육관광위원회 위원
  - 2015년 5월~2016년 5월: 제19대 국회 후반기 예산결산특별위원회 위원
- 2012년 5월~2017년 2월: 새누리당 대구광역시당 달서구 을 당원협의회 위원장
- 2013년 5월~2014년 5월: 새누리당 원내부대표
- 2016년 5월 30일~2020년 5월 29일: 제20대 국회의원(대구 달서구 을, 새누리당→자유한국당→미래통합당, 재선)
  - 2016년 6월~2017년 7월: 제20대 국회 전반기 안전행정위원회 간사
  - 2017년 1월~2017년 12월: 제20대 국회 전반기 헌법개정특별위원회 위원
  - 2017년 7월~2018년 5월: 제20대 국회 전반기 행정안전위원회 간사
  - 2018년 7월~2018년 12월: 제 20대 국회 후반기 운영위원회 간사
  - 2018년 7월~2020년 5월: 제20대 국회 후반기 행정안전위원회 위원
  - 2018년 10월~2019년 6월: 제20대 국회 후반기 윤리특별위원회 위원
  - 2019년 8월~2020년 5월: 제20대 국회 후반기 예산결산특별위원회 위원
- 2016년 7월~2017년 2월: 새누리당 정책위원회 부의장
- 2016년 7월~2017년 2월: 새누리당 대구광역시당 위원장
- 2017년~2018년 6월: 자유한국당 정책위원회 행정안전정책조정위원장
- 2017년 2월~2018년 2월: 자유한국당 대구광역시당 달서구 을 당원협의회 위원장
- 2017년 2월~2017년 8월: 자유한국당 정책위원회 부의장
- 2017년 2월~2017년 8월: 자유한국당 대구광역시당 위원장
- 2017년 10월: 자유한국당 정치보복대책특별위원회 부위원장
- 2017년 12월~2018년 12월: 자유한국당 원내수석부대표
- 2017년 12월~2018년 2월: 제7회 전국동시지방선거 자유한국당 선거기획위원회 부위원장
- 2018년 2월~2018년 5월: 제7회 전국동시지방선거 자유한국당 선거총괄기획단 대여투쟁본부 본부장
- 2018년 5월~2018년 6월: 제7회 전국동시지방선거 자유한국당 중앙선거대책위원회 대여투쟁본부 본부장
- 2018년 5월 23일~2018년 6월: 제7회 전국동시지방선거 자유한국당 대구광역시당 공동선거대책위원회 위원장
- 2018년 12월~2020년 2월: 자유한국당 대구광역시당 달서구 을 당원협의회 위원장
- 자유한국당 중앙위원회 수석부의장
- 2019년 8월: 자유한국당 강성귀족노조개혁특별위원회 위원장
- 2020년 2월~2020년 9월: 미래통합당 대구광역시당 달서구 을 당원협의회 위원장
- 2020년 3월~2020년 4월: 제21대 국회의원 선거 미래통합당 대구광역시당 선거대책위원회 공동위원장
- 2020년 5월 30일~2024년 5월 29일: 제21대 국회의원(대구 달서구 을, 미래통합당→국민의힘, 3선)
  - 2020년 7월~2021년 8월: 제21대 전반기 정무위원회 위원
  - 2020년 7월~2022년 5월: 제21대 국회 전반기 정무위원회 법안심사제1소위원회 위원
  - 2020년 7월~2022년 5월: 제21대 국회 전반기 정무위원회 청원심사소위원회 위원장
  - 2021년 9월~2022년 5월: 제21대 국회 전반기 정무위원회 위원장
  - 2022년 7월~2022년 12월: 제21대 국회 후반기 외교통일위원회 위원장
  - 2022년 12월~2023년 2월: 제21대 국회 후반기 외교통일위원회 위원
  - 2023년 2월~2023년 4월: 제21대 국회 후반기 정무위원회 위원
  - 2023년 4월~2024년 5월: 제21대 국회 후반기 국회운영위원회 위원장
  - 2023년 4월~2024년 5월: 제21대 국회 후반기 정보위원회 위원
    - 제21대 국회 후반기 정보위원회 청원심사소위원회 위원

  - 2023년 4월~2023년 12월: 제21대 국회 후반기 국방위원회 위원
  - 2023년 12월~2024년 5월: 제21대 국회 후반기 외교통일위원회 위원
- 2020년 9월~: 국민의힘 대구광역시당 달서구 을 당원협의회 위원장
- 2020년 9월: 국민의힘 호남 동행 국회의원 발대식 명예의원(광주광역시)
- 2021년 5월~2021년 6월: 국민의힘 전당대회 선거관리위원회 부위원장
- 2021년 12월~2022년 1월: 제20대 대통령 선거 국민의힘 윤석열 대통령 후보 선거대책위원회 대통령 후보 직속 후보전략자문위원장
- 2021년 12월~2022년 3월: 제20대 대통령 선거 국민의힘 대구를 살리는 선거대책위원회 선거대책위원장단 공동선거대책위원장
- 2022년 1월~2022년 3월: 제20대 대통령 선거 국민의힘 윤석열 대통령 후보 선거대책본부 부본부장 겸 상황실장
- 2023년 4월~2024년 5월: 국민의힘 원내대표
- 사단법인 세계신지식인협회 고문
- 2023년 12월~2023년 12월: 국민의힘 당대표 권한대행
- 2023년 12월~2023년 12월: 여의도연구원 이사장 직무대행
- 2023년 12월~2024년 4월: 국민의힘 비상대책위원
- 2024년 3월~2024년 4월: 제22대 국회의원 선거 국민의힘 중앙선거대책위원회 공동선거대책위원장
- 2024년 3월~2024년 4월: 제22대 국회의원 선거 국민의힘 대구선거대책위원회 공동총괄선거대책위원장
- 2024년 4월~2024년 5월: 국민의힘 당대표 권한대행
- 2024년 4월~2024년 5월: 여의도연구원 이사장 직무대행
- 2024년 5월~2024년 5월: 국민의힘 비상대책위원
- 2024년 5월 30일~: 제22대 국회의원(대구 달서구 을, 국민의힘, 4선)
  - 2024년 6월~: 제22대 국회 전반기 국토교통위원회 위원
    - 제22대 국회 전반기 국토교통위원회 교통법안심사소위원회 위원

  - 2024년 6월~2024년 7월: 제22대 국회 전반기 예산결산특별위원회 위원
  - 제22대 국회 글로벌외교안보포럼 대표의원
  - 제22대 국회 인공지능 포럼 : 첨단기술과 사회·문화적 가치의 정립 구성의원
- 2024년 6월~2024년 7월: 국민의힘 정책위원회 산하 시급한 민생 현안 해결을 위한 노동특별위원회 위원
- 2024년 9월~: 국민의힘 호남동행 국회의원 발대식 명예의원(광주광역시)
- 2024년 12월~: 국민의힘 무안 공항 여객기 사고 수습 TF 위원
- 2025년 4월~2025년 4월: 국민의힘 제21대 대통령 선거준비위원회 위원장
- 2025년 5월~2025년 6월: 제21대 대통령 선거 국민의힘 김문수 대통령 후보 총괄선거대책본부장
- 2025년 5월~2025년 6월: 제21대 대통령 선거 국민의힘 김문수 대통령 후보 대구 선거대책위원회 공동선거대책위원장

## 수상 경력
- 2003년: 대통령 표창
- 2006년: 홍조근정훈장

## 역대 선거 결과
|  | 61.88% |

|  | 64.41% |

|  | 65.36% |

|  | 72.47% |

## 소속 정당
| 소속 정당 | 소속 정당  | 소속 기간 | 비고      |
| --------- | ---------- | --------- | --------- |
|           | 새누리당   | 2012~2017 | 정계 입문 |
|           | 자유한국당 | 2017~2020 | 당명 변경 |
|           | 미래통합당 | 2020      | 합당      |
|           | 국민의힘   | 2020~현재 | 당명 변경 |

## 같이 보기
- 달서구 을
- 대구 달서구의 국회의원